# Charles Blondin
Charles Blondin (egentligen Jean François Gravelet) född i Hesdin 1824, död 1897, var en fransk lindansare.
Blondin gjorde sig berömd 1859 då han gick på lina över Niagarafallen. Senare gjorde han om bedriften med olika variationer; med ögonbindel, körande en skottkärra, bärande en man på ryggen samt gående på styltor. Han turnerade även i Sverige 1871-1872 samt flera vändor på 1880-talet.